# Zell im Fichtelgebirge
Zell im Fichtelgebirge je město (Markt) v německé spolkové zemi Bavorsko, v zemském okresu Hof. Leží mezi Hofem a Bayreuthem.

## Geografie

### Místní části
Obec je oficiálně rozdělena na 17 částí:
| - Erbsbühl - Friedmannsdorf - Grossenau - Großlosnitz - Kleinlosnitz - Lösten - Mödlenreuth - Oberhaid - Rieglersreuth | - Schnackenhof - Steinbühl - Tannenreuth - Unterhaid - Waldhütte - Waldstein - Walpenreuth - Zell im Fichtelgebirge |

## Historie
Dle legendy je název města odvozen od mnišské cely.
V 17. století tu vypukl mor a zemřelo tu více než 150 obyvatel. Při renovaci kostela byl nalezen masový hrob zalitý vápnem – pravděpodobně pohřbené oběti moru.
Stejně jako okolní obce i Zell připadl v roce 1810 Bavorsku. V roce 2007 se původní název Zell změnil na Zell im Fichtelgebirge.

## Památky
- evangelický kostel sv. Galla
- ruiny na Großer Waldstein; na tomto území také pramení řeka Sála